# Violette de Montpellier (olive)
La Violette de Montpellier est une variété d'olive du Languedoc, localisée plus spécialement dans le bassin de Montpellier. C'était une variété en voie de disparition reconnue par Marc Rozier.

## Identification variétale
- Port :
- Feuilles :
- Fruits :
- Noyau :

## Agronomie
- Multiplication :
- Sensibilités :
- Floraison :
- Production :
- Olives :